# 里斯·谢尔史密斯
里斯·谢尔史密斯（1969年8月27日—）是一位英格兰演員、编剧、喜劇演員、电视制作人和魔術师。他与演员史蒂夫·佩姆伯顿 , 马克·加蒂斯和编剧杰瑞米·德桑一起编演了情景喜剧《绅士联盟》。谢尔史密斯演过的角色数量超过30个。他与佩姆伯顿后来又自创自编自演了另一部获奖情景喜剧《疯城记》。

## 影視作品
- 紳士聯盟：1999年至2002年
- 瘋城記：2009年至2011年
- 9號秘事：2014年至今
- 摩天樓：2015年
- 猛毒2：血蜘蛛：2021年
- 看你往哪跑：2022年
- 萨特本：2023年
- 三體：2024年